# Philippe Bidart
Pour les articles homonymes, voir Bidart.
Philippe Bidart ou Filipe Bidart , né le 10 avril 1953 à Saint-Étienne-de-Baïgorry (Basses-Pyrénées), est un militant indépendantiste basque, chef historique de l'organisation basque Iparretarrak. Il a été condamné à plusieurs reprises pour des assassinats ou des meurtres.

## Biographie
Après avoir fait ses études au grand séminaire, il devient instituteur dans une Ikastola. Il commence alors à militer dans le mouvement Iparretarrak, et entre dans la clandestinité le 19 mars 1982 après l'attentat ayant couté la vie à deux policiers de la 19e Compagnie républicaine de sécurité à Saint-Étienne-de-Baïgorry, Jackie Bouyer et Bernard Roussarie.
Après sept ans de cavale, il est localisé et interpellé le 20 février 1988 au Boucau. Il est condamné deux fois à la réclusion criminelle à perpétuité, une fois pour les assassinats des deux policiers en 1982 — il a toujours nié sa participation à la fusillade —, et pour le meurtre du gendarme Roger Buschman ainsi que la tentative de meurtre du gendarme Guy Chevanton à Biscarrosse, le 25 août 1987.
Le 2 avril 2000, il est condamné à 20 ans de prison pour complicité dans le meurtre du gendarme Yves Giummara et la tentative de meurtre du gendarme Jean-Pierre Plouzot lors d'une fusillade le 7 août 1983. 
Il a été incarcéré à la Maison centrale de Clairvaux (Aube) entre 1988 et le 14 février 2007, date à laquelle il a bénéficié d'une libération conditionnelle acceptée par le tribunal de l'application des peines de Paris, qui a compétence exclusive en matière d'affaires terroristes, depuis une loi du 23 janvier 2006. Entre février 2007 et 2012, il vit à Béziers (Hérault), étant soumis au régime de la liberté conditionnelle et ayant interdiction de séjour au Pays basque et dans les départements voisins. Depuis sa sortie de prison, Philippe Bidart est adhérent du parti basque Abertzaleen Batasuna.
Depuis 2012, il est retourné dans son village natal où il exerce le métier de comptable dans l'entreprise de son frère.